# امبگائون
امبگائون (به انگلیسی: Ambegaon) یک منطقهٔ مسکونی در هند است که در مهاراشترا واقع شده‌است.